# Volksburg (Großjena)
Die Volksburg Großjena ist eine abgegangene Burg auf dem Gebiet des heute nach Naumburg eingemeindeten Ortes Großjena.
Der Hausberg springt in das Unstruttal als Bergsporn vor, der durch einen breiten Wall mit vorgelegtem Graben von der Hochfläche getrennt ist. An dieser Stelle befand sich die Volksburg Großjena. Vermutlich handelte es sich, wie der Name nahelegt, bei der Burg um eine Fliehburg im Herrschaftsgebiet der Ekkehardiner.
Ob sie die Stammburg der Ekkehardiner war, ist nicht hinreichend belegt. Die Bestattung von Ekkehard I. in der urbs Gene dient bis heute als Argument für deren Stammburg in Groß- oder Kleinjena (1002 urbe, quae Geniun dicitur, 1033 urbs geni). So steht in den Annalista Saxo zur Beisetzung Ekkehards „in sua urbe nomine Gene in parrochia Mogontiensi in loco ubi Sala et Unstrod confluunt, sepeliri fecit“.

Übersetzt heißt es, dass Ekkehard sich: „in seiner Burg namens Gene in der Parochie Mainz an der Stelle, wo Saale und Unstrut zusammenfließen, begraben ließ“. Nach dieser Urkunde läge die Burg auf dem Kapellenberg in Kleinjena, da sich das Mainzer Gebiet auf der rechten Seite der Unstrut befand.